# Audiencia Provincial de Barcelona
La Audiencia Provincial de Barcelona es el máximo órgano judicial de la provincia de Barcelona (España).
Conoce de asuntos civiles y penales. Cuenta con veintidós secciones: once penales (2, 3, 5, 6, 7, 8, 9, 10, 20, 21 y 22) y once civiles (1, 4, 11, 12, 13, 14, 15, 16, 17, 18 y 19).
Tiene su sede central en el Palacio de Justicia de Barcelona de la capital catalana. El actual presidente de la Audiencia Provincial de Barcelona es, desde 2016, Antonio Recio Córdova.